# Загреб (аеропорт)
Міжнаро́дний аеропо́рт «За́греб», Аеропорт Плесо, Аеропорт ім. Франьо Туджмана (хорв. Međunarodna zračna luka Zagreb, IATA: ZAG, ICAO: LDZA) — також відомий як  — головний аеропорт Хорватії, а також хорватських ВПС (База ВПС «Полковник Марко Живкович»). Розташований за 10 км від центральної залізничної станції — Загреб-Головний.
Названий на честь Франьо Туджмана (1922—1999) — першого президента Хорватії (1990—1999).
Є хабом:
- Croatia Airlines
- Trade Air

## Історія
Перше льотне поле в Загребі було побудоване в 1909 році у західній околиці міста Чрномерець знаменитим винахідником, інженером Едуардом Славолюбом Пенкалою. Воно було побудоване поруч з ангаром, де він побудував перший літак в Хорватії.
У 1927 році Чарльз Ліндберг здійснив посадку на аеродромі в Боронгай (на схід від Загреба) після свого успішного перетину Атлантичного океану.
Аеродром був залучений до пасажирських перевезень з 15 лютого 1928 року, коли починаються перші польоти між Загребом і Белградом. У той же рік транспортуються 1322 пасажири і 10 тонн вантажу. Вже наступного року запроваджуються внутрішні лінії, які з'єднують Загреб і Дубровник, Любляну, Спліт, Сараєво та інші міжнародні маршрути в Грац, Клагенфурт, Відень, Прагу, Будапешт, Трієст і Мілан.
Аеропорт Боронгай використовувався в цивільних повітряних і військових цілях. На початку Другої світової війни було припинено повітряний цивільний рух і аеропорт використовується виключно у військових цілях.

Після Другої світової війни поступово відновлюється повітряний рух. На 1 квітня 1947 року комерційні послуги були перенесені на колишню авіабазу поблизу села Лучко, що на південний захід від міста, яка має трав'яну злітно-посадкову смугу і бетонні платформи для стоянки повітряних суден. На своєму піку в 1959 році Лучко перевіз 167000 пасажирів. Через злітно-посадкову смугу з трави і бідне навігаційне обладнання, аеропорт Лучко не міг йти в ногу з розвитком авіації. Через це на прохання «Управління цивільної авіації» знайшли нове місце — Плесо.

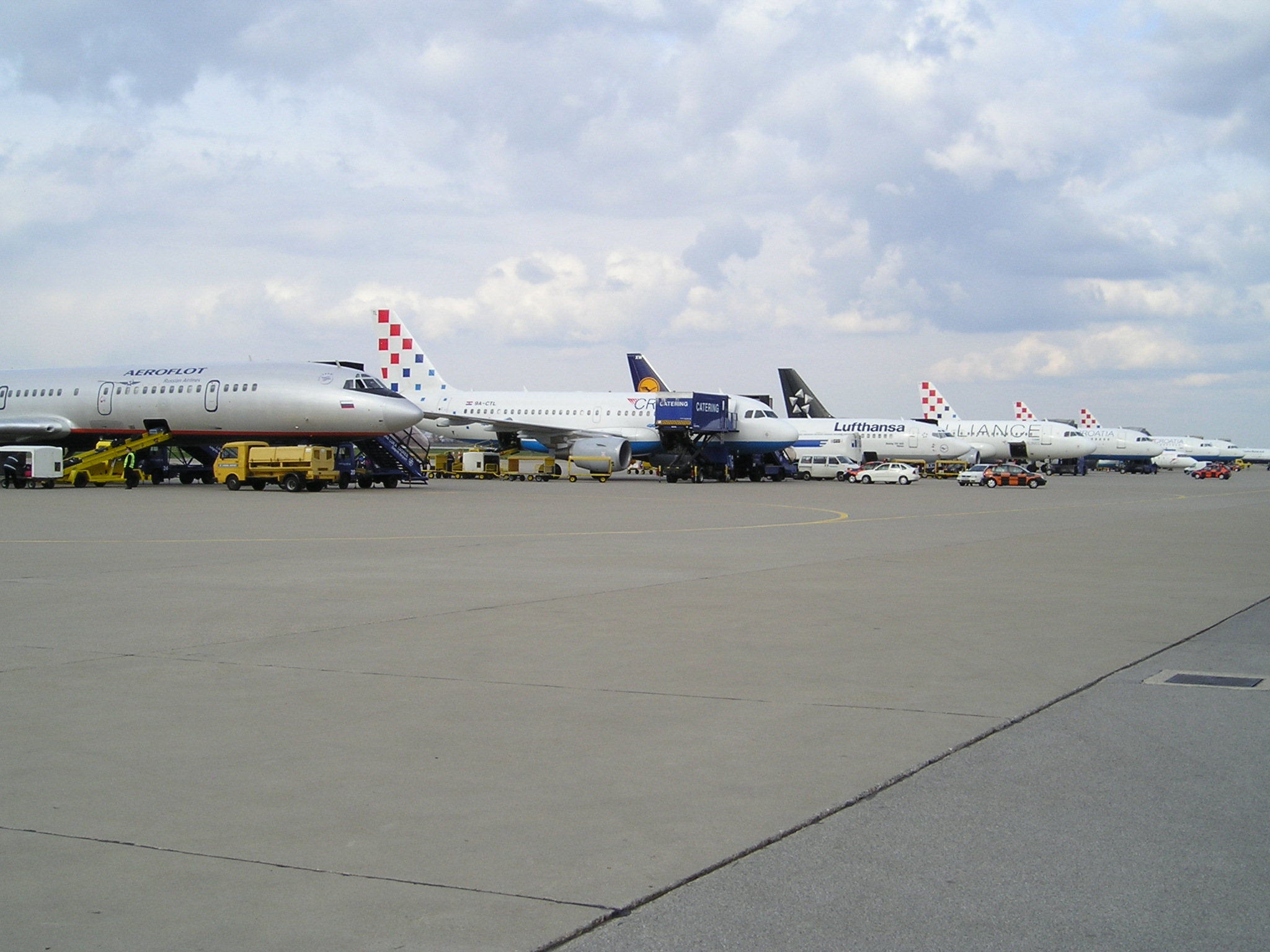
Літаки на пероні аеропорту в Загребі

20 квітня 1962 політ послуги були знову перенесено в передмістя Плесо. Там уперше споруджено злітно-посадкові смуги в 2500 метрів і 1000 м² терміналу. 6 листопада 1961 аеропорт був занесений до реєстру підприємств під назвою «Аеропорт Загреб» (хорв. Zrakoplovna luka Zagreb). 20 квітня 1962, аеропорт починає регулярні повітряні перевезення. За перший рік роботи було перевезено 8041 пасажирів, 633 тонни вантажів і виконано 5206 посадок. На той момент посадкова смуга довжиною 2500 м могла вмістити лише 5 невеликих літаків.

У 1966 році було побудовано новий термінал площею 5000 м², а злітно-посадкову смугу було збільшено до 2860 м. У той же рік аеропорт отримав свою нову назву (хорв. Aerodrom Zagreb). 

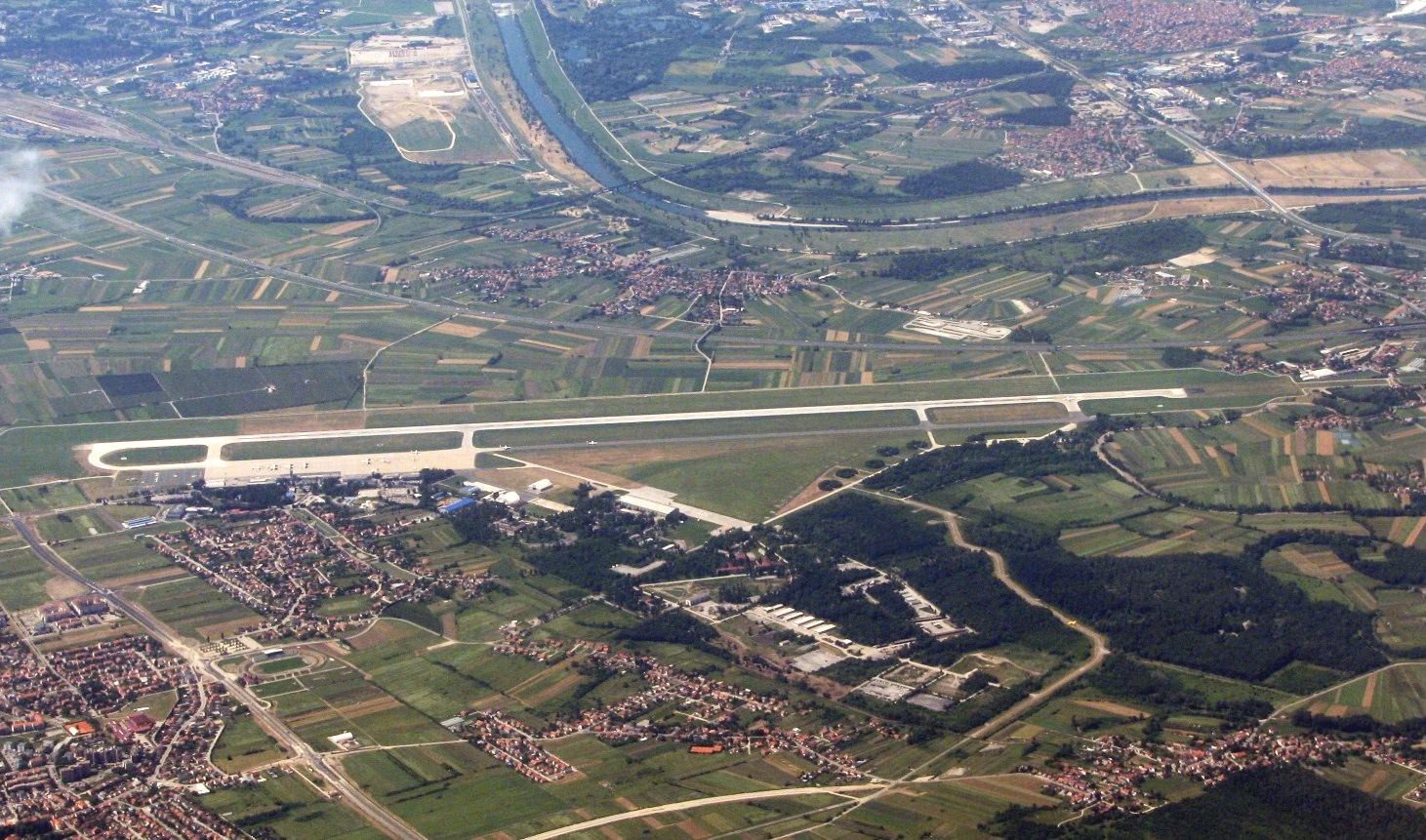
Аеропорт, вид зверху

У 1974 році злітно-посадкова смуга була розширена до нинішніх 3250 м, а термінал розширено до нинішніх 12 000 м².
Наступне оновлення було у 1974 році і «Аеродром Загреб» був закритий на реконструкцію протягом двох місяців. Було в черговий раз подовжена злітно-посадкова смуга (до 3259 м) і розширений пасажирський термінал, було оновлено і модернізовано радіо-навігаційне обладнання.
З метою збільшення частоти руху в 1984 році в аеропорту Загреба проводиться чергова модернізація існуючих об'єктів, а також проводиться будівництво нових. Вводиться в експлуатацію вантажний термінал, нова пожежна станція, митна зона. Термінал аеропорту розширюється до 11 000 м².
У 2004 в аеропорту з'явилася курсо-глісадна система CAT-IIIb. Будівництво VIP-терміналу було завершено в 2008 році і розташовано на північний захід від старого терміналу, який також було відремонтовано.
У 2009 році пасажиропотік аеропорту становив 2062242 пасажирів.
У 2012 році було підписано договір про передачу Загребського аеропорту в концесію на 30 років компанії Paris Aéroport. Договір передбачав зобов'язання концесіонера побудувати протягом 2012—2015 років новий пасажирський термінал з пропускною спроможністю 5 млн пасажирів на рік. Загальний обсяг інвестицій капіталу на першому етапі становив 236 млн євро, а загальна вартість проекту оцінювалася в 324 млн євро.. Новий термінал площею 65 тис. м² відкрився 28 березня 2017 року, будівництво обійшлося в 313 млн.євро. В аеропорту побудовано чотиризірковий готель

## Військова база ВПС
У східній частині аеропорту Загреба базується дев'яносто перша авіабаза хорватських ВПС, що має, за винятком транспортних літаків (Ан-32) і вертольотів (Мі-171Ш) в своєму розпорядженні є ескадрилья винищувачів МіГ-21.

## Авіакомпанії і напрямки, червень 2022

### Пасажирські
| Авіакомпанія          | Пункт призначення |
| --------------------- | --- |
| Aegean Airlines       | Афіни |
| Air France            | Париж–Шарль де Голль |
| Air Serbia            | Белград |
| Air Transat           | Сезонний: Торонто-Пірсон |
| Austrian Airlines     | Відень |
| British Airways       | Лондон–Хітроу |
| Brussels Airlines     | Брюссель |
| Croatia Airlines      | Амстердам, Брюссель, Відень, Дубровник, Задар, Копенгаген, Лондон–Хітроу, Мюнхен, Париж–Шарль де Голль, Пула, Рим–Ф'юмічіно, Сараєво, Скоп'є, Спліт, Франкфурт, Цюрих Сезонний: Афіни, Барселона — Ель-Прат, Брач, Дулін                                                                                                   |
| El Al                 | Сезонний: Тель-Авів |
| Eurowings             | Дюссельдорф, Кельн/Бонн, Штутгарт |
| Finnair               | Сезонний: Гельсінкі |
| flydubai              | Дубай |
| Freebird Airlines     | Сезонний чартер: Анталія |
| Iberia                | Сезонний: Мадрид |
| Israir Airlines       | Сезонний: Тель-Авів |
| KLM                   | Амстердам |
| Korean Air            | Сезонний чартер: Сеул-Інчхон |
| LOT Polish Airlines   | Варшава–Шопен |
| Lufthansa             | Мюнхен, Франкфурт |
| Norwegian Air Shuttle | Сезонний: Копенгаген |
| Qatar Airways         | Доха |
| Ryanair               | Базель-Мюлуз-Фрайбург, Бове-Тільє, Бергамо, Братислава, Брюссель-Шарлеруа, Веце, Дортмунд, Дублін, Ейндговен, Гетеборг, Карлсруе/Баден-Баден, Лондон-Станстед, Малага, Мальме, Мальта, Манчестер, Меммінген, Неаполь, Пафос, Подгориця, Рим-Ф'юмічіно, Осло-Торп, Софія, Салоніки, Франкфурт-Ган Сезонний: Бріндізі, Корфу |
| TAP Air Portugal      | Лісабон |
| Trade Air             | Осієк |
| Tunisair              | Сезонний чартер: Монастір |
| Turkish Airlines      | Стамбул |
| Vueling               | Сезонний: Барселона |

### Вантажні
| Авіакомпанія                                 | Пункт призначення                     |
| -------------------------------------------- | ------------------------------------- |
| DHL Aviation оператор European Air Transport | Лейпциг, Мілан-Бергамо                |
| MNG Airlines                                 | Стамбул–Ататюрк, Париж–Шарль де Голль |
| Sprintair                                    | Кельн/Бонн                            |

## Статистика
| Year | Пасажирообіг | Зміни% пасажирообігу | Авіаційний трафік | Зміни% авіаційного трафіку | Вантажообіг (тонн) | Зміни % вантажообігу |
| ---- | ------------ | -------------------- | ----------------- | -------------------------- | ------------------ | -------------------- |
| 2000 | 1,149,830    | n/a                  | n/a               | n/a                        | 7,388              | n/a                  |
| 2001 | 1,185,471    | 3.1▲                 | n/a               | n/a                        | 7,791              | 5.5▲                 |
| 2002 | 1,203,436    | 1.5▲                 | n/a               | n/a                        | 7,347              | 5.7▼                 |
| 2003 | 1,314,652    | 9.2▲                 | n/a               | n/a                        | 8,608              | 17.2▲                |
| 2004 | 1,408,206    | 7.1▲                 | n/a               | n/a                        | 8,899              | 3.4▲                 |
| 2005 | 1,551,519    | 10.2▲                | 37,484            | n/a                        | 12,492             | 40.4▲                |
| 2006 | 1,728,414    | 11.4▲                | 40,884            | 9.1▲                       | 10,393             | 16.8▼                |
| 2007 | 1,992,455    | 15.2▲                | 43,250            | 5.8▲                       | 12,564             | 20.9▲                |
| 2008 | 2,192,453    | 10.0▲                | 44,542            | 3.0▲                       | 12,697             | 1.1▲                 |
| 2009 | 2,062,242    | 5.9 ▼                | 40,684            | 8.7▼                       | 10,065             | 20.7▼                |
| 2010 | 2,071,561    | 0.5 ▲                | 39,812            | 2.1▼                       | 8,156              | 19.0▼                |
| 2011 | 2,319,098    | 11.9▲                | 42,360            | 6.4▲                       | 8,012              | 1.8▼                 |
| 2012 | 2,342,309    | 1.0▲                 | 39,084            | 7.8▼                       | 8,133              | 1.5▲                 |
| 2013 | 2,300,231    | 1.8▼                 | 36,874            | 5.6▼                       | 7,699              | 5.3▼                 |
| 2014 | 2,430,971    | 5.6▲                 | 38,348            | 4.0▲                       | 8,855              | 15.0▲                |
| 2015 | 2,587,798    | 6.4▲                 | 39,854            | 3.9▲                       | 9,225              | 4.2▲                 |
| 2016 | 2,766,087    | 6.9▲                 | 40,796            | 2.4▲                       | 10,074             | 9.2▲                 |
| 2017 | 3,092,047    | 11.8▲                | 41,585            | 1.9▲                       | 11,719             | 16.3▲                |
| 2018 | 3,336,310    | 7.89▲                | 43,688            | 5,06▲                      | 13,676             | 16.71▲               |
| 2019 | 3,435,531    | 2.9▲                 | 45,061            | 3,14▲                      | 12,881             | 5,8▼                 |
| 2020 | 924,823      | 73.08▼               | 21,510            | 52.26▼                     | 9,852              | 22.33▼               |
| 2021 | 1,404,478    | 52▲                  | 29,605▲           | 10,781▲                    |                    |                      |

## Галерея

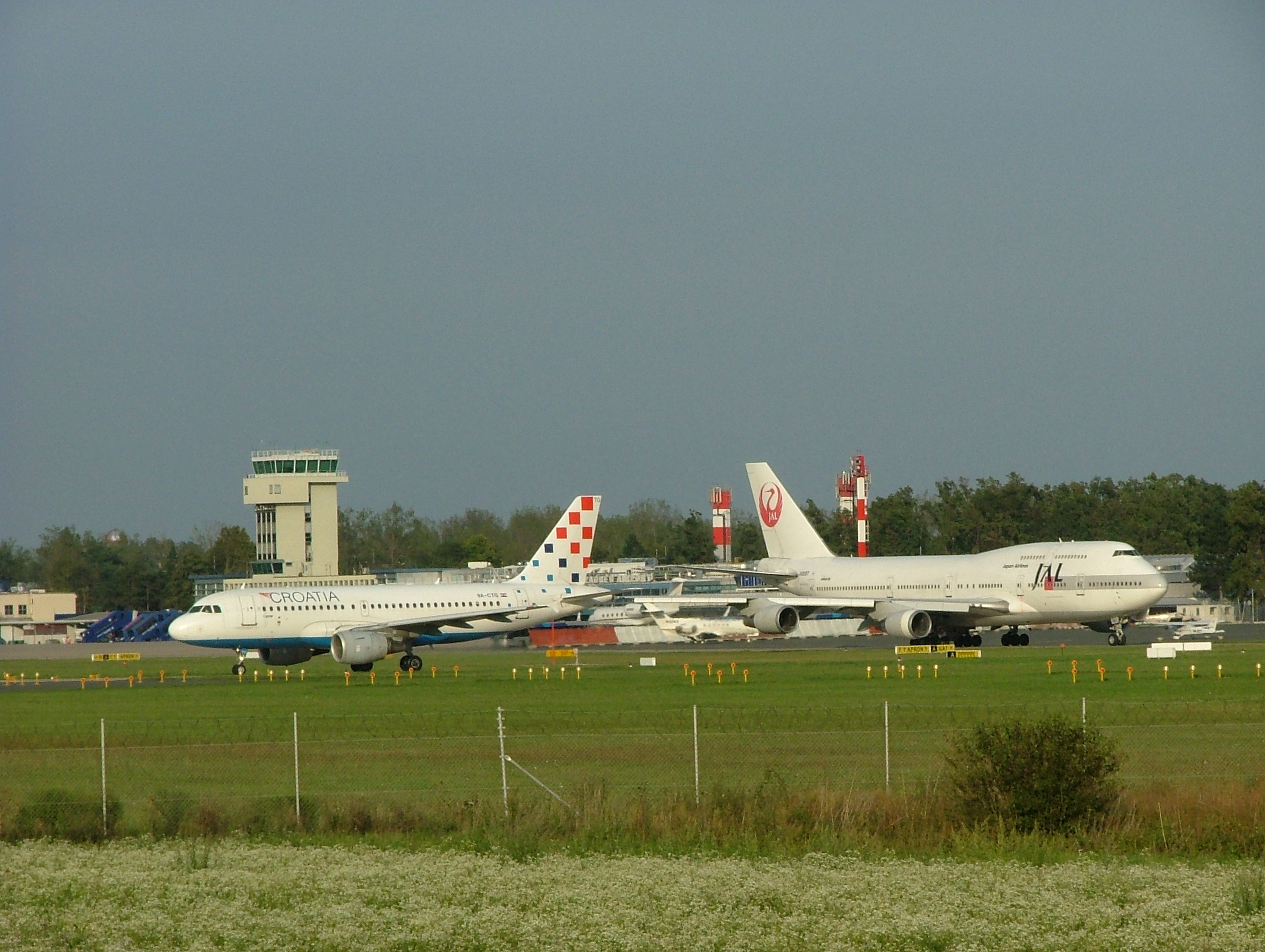
JAL Boeing 747-400 в аеропорту Загреба
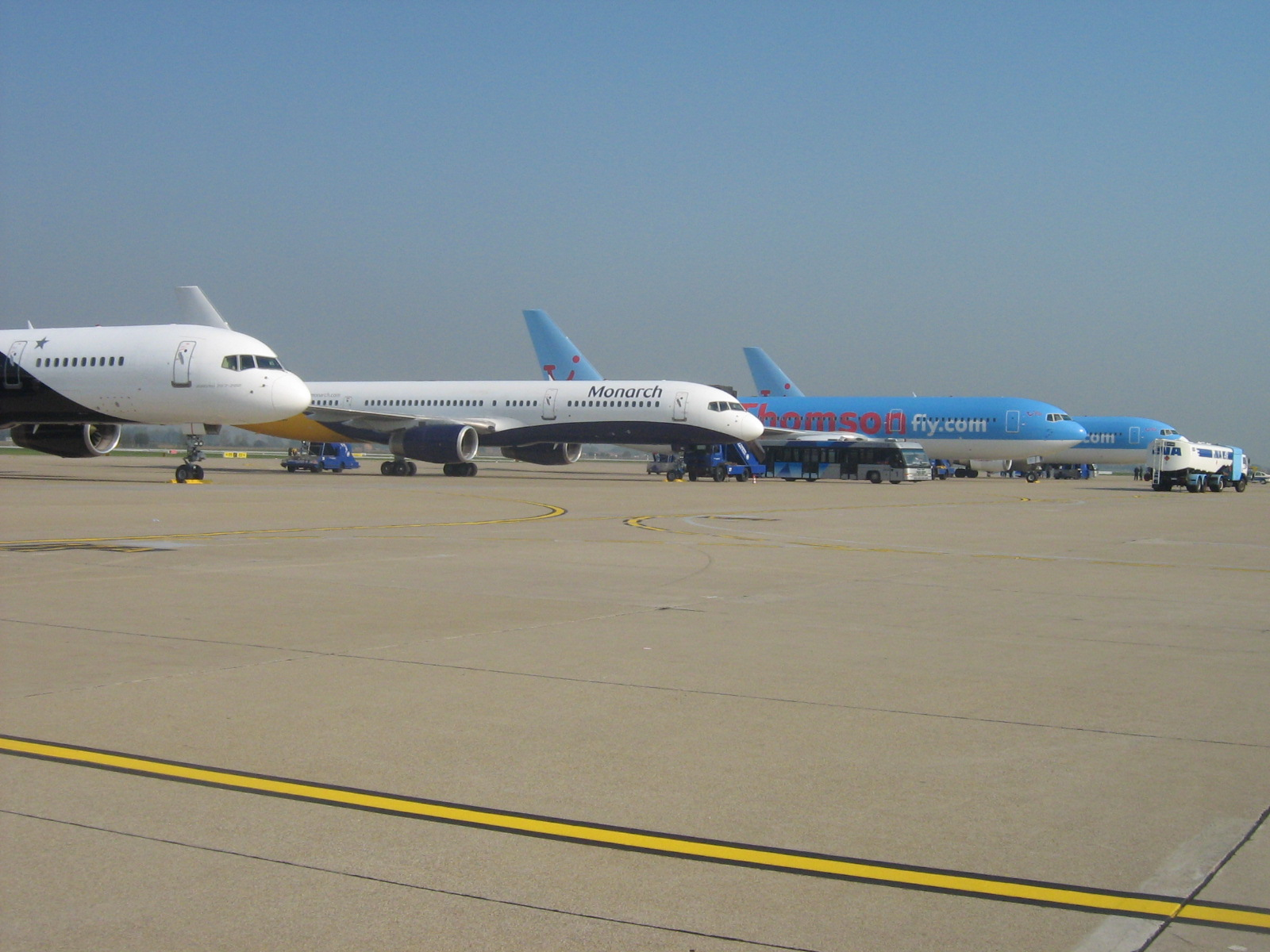
«Фартух» загребського аеропорту
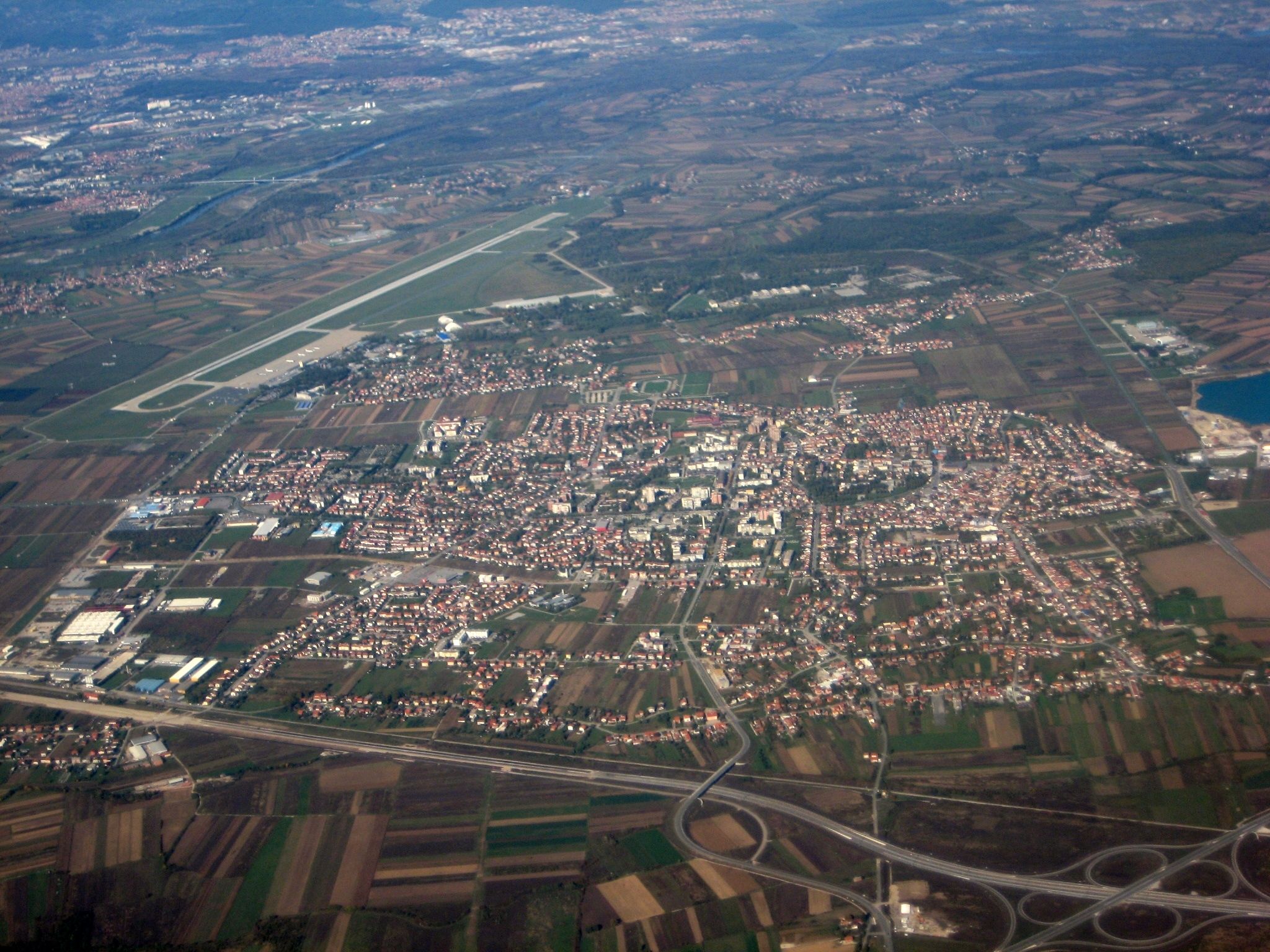
Місто Велика Гориця з аеропорту Загреба (дистанційно)
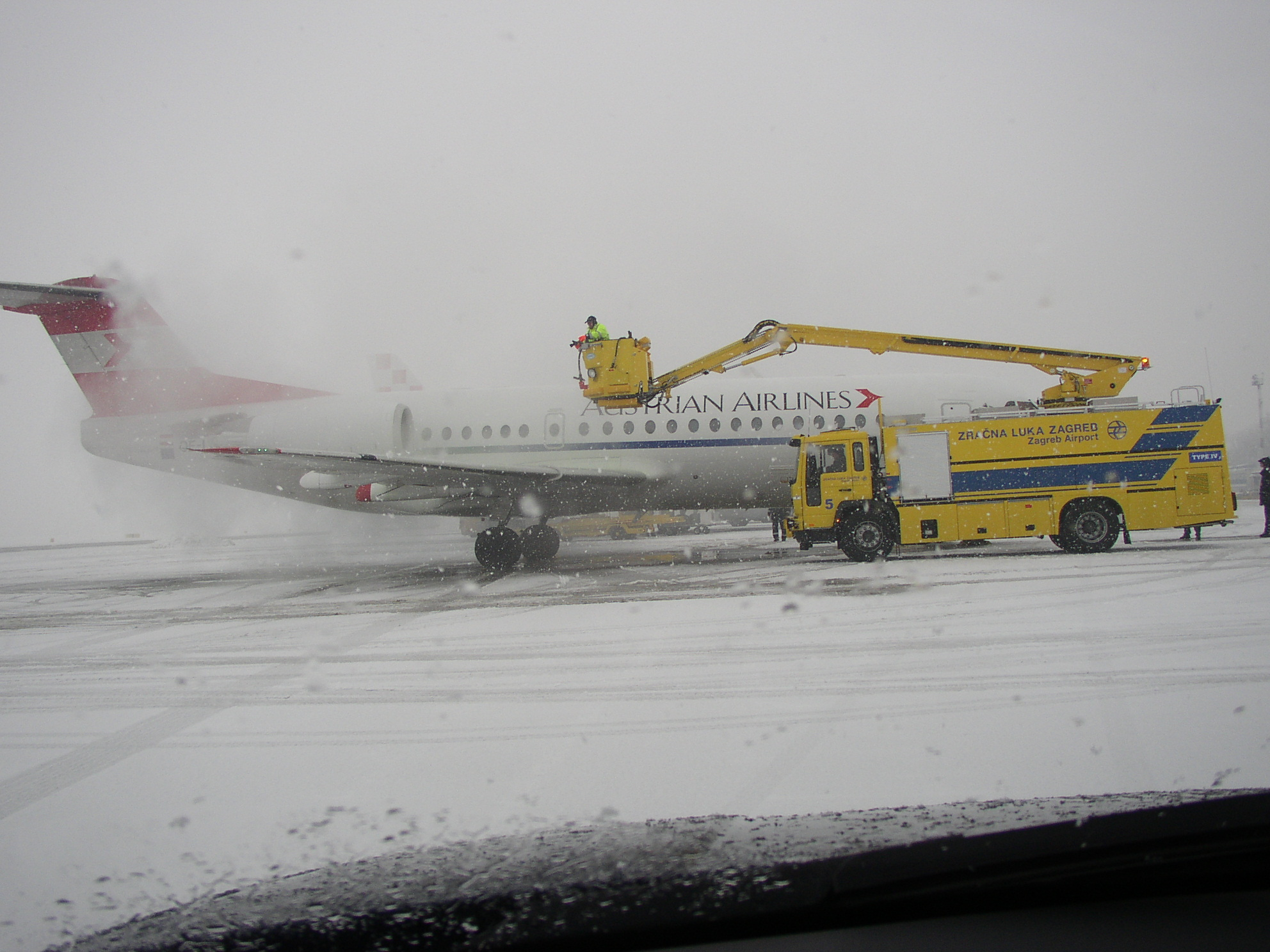
Боротьба з обмерзанням літаків в Загребі
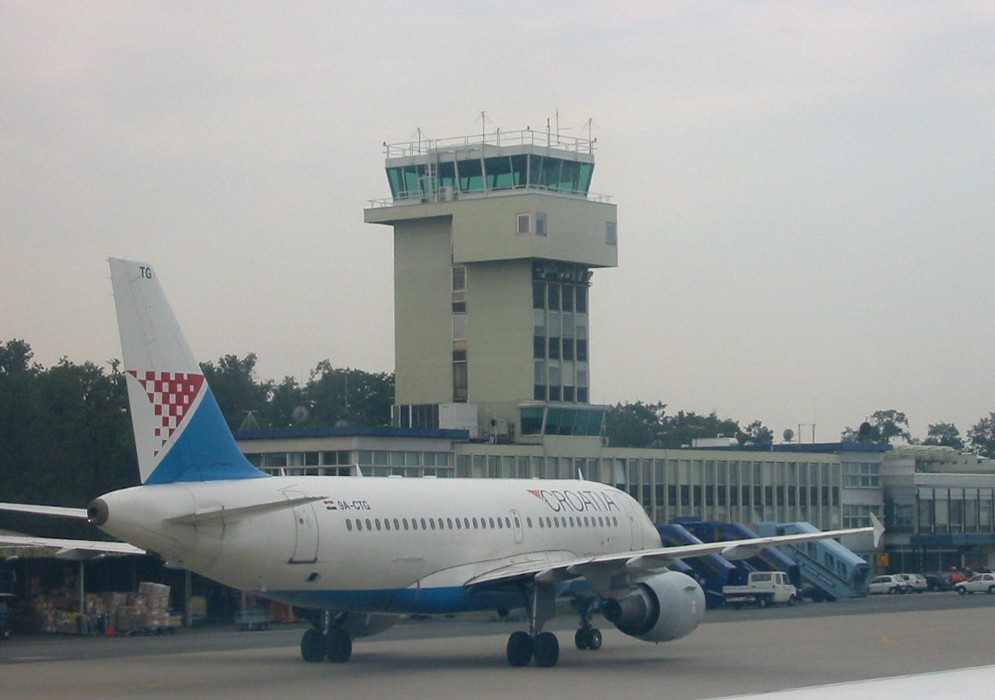
Диспетчерська вежа Croatia Airlines і літаки